# Kỷ Tiền Nectaris
Kỷ Tiền Nectaris trong niên đại địa chất Mặt Trăng kéo dài từ khoảng 4.550 triệu năm trước (khi hình thành Mặt Trăng) tới khoảng 3.920 triệu năm trước, khi lòng chảo Nectaris hình thành do va chạm lớn. Tiếp theo nó là kỷ Nectaris. Các loại đá thuộc thời kỳ Tiền Nectaris là hiếm thấy trong các bộ sưu tập mẫu vật từ Mặt Trăng; chúng chủ yếu bao gồm các loại vật liệu thuộc phần cao nguyên của Mặt Trăng đã bị khuấy tung lên và vỡ thành các mảnh vụn cũng như chịu ảnh hưởng nhiệt do các va chạm sau đó, cụ thể là trong thời kỳ bắn phá mạnh muộn, điểm đánh dấu gần đúng sự bắt đầu của kỷ Nectaris. Vật chất cao nguyên của Mặt Trăng thời kỳ Tiền Nectaris chủ yếu là các loại đá dạng anorthosit, gợi ra rằng giai đoạn ban đầu của sự hình thành lớp vỏ Mặt Trăng đã diễn ra thông qua sự kết tinh khoáng vật của các đại dương macma tổng thể. Thời kỳ địa chất này được phân chia một cách không chính thức thành đại Cryptic và Các nhóm Lòng chảo từ 1 tới 9, nhưng các phân chia này không được sử dụng trong bất kỳ bản đồ địa chất nào.

## Quan hệ với niên đại địa chất Trái Đất
Do có rất ít hoặc không có chứng cứ địa chất nào trên Trái Đất tồn tại trong khoảng thời gian tương ứng với kỷ Tiền Nectaris của Mặt Trăng, nên kỷ Tiền Nectaris đã được sử dụng trong ít nhất là một công trình khoa học đáng chú ý để phân chia liên đại Hỏa Thành (Hadean) một cách không chính thức. Cụ thể, đôi khi người ta tìm thấy là liên đại Hỏa Thành được phân chia thành đại Cryptic và Các nhóm Lòng chảo từ 1 tới 9, mặc dù cần phải nhấn mạnh rằng hai đơn vị này trong niên đại địa chất của Mặt Trăng là không chính thức, và chúng được gọi chung là kỷ Tiền Nectaris.